# طرخشقون أرجواني الحواف
طرخشقون أرجواني الحواف (الاسم العلمي:Taraxacum purpureomarginatum) هو نوع من النباتات يتبع جنس الطرخشقون من الفصيلة النجمية.